# Hugo Molitor
Hugo Karl Adolf Molitor, né le 27 juillet 1856 à Alzey et décédé le 2 février 1921 à Baden-Baden, était un juge allemand et membre du Landtag d'Alsace-Lorraine.

## Biographie
Molitor, de confession catholique, étudia le droit à l'Université de Giessen et à l'Université de Leipzig à partir de 1874. Il a renoncé au Corps Starkenburgia. Après avoir été actif pendant trois ans, il passe son examen final en 1878. Il est devenu procureur à la cour de Darmstadt.
Après avoir réussi l'examen d'État, il devient assesseur judiciaire à Colmar et juge de district à Rouffach en 1881. En 1889, il devient procureur de l'Etat à Mulhouse et peu après procureur général à Strasbourg. Conseiller judiciaire à partir de 1908, il fut le dernier président du Tribunal de grande instance de Colmar de 1913 à 1918. À ce titre, il était constitutionnellement membre de droit la première chambre du Landtag  d'Alsace-Lorraine.

## Honneurs
- Doctor iuris honoris causa
- Wirklicher Geheimer Oberjustizrat (distinction honorifique accordée à des haut-magistrats allemands pour leurs services rendus

## Publications
- La loi alsacienne-lorraine relative à l'application de la loi impériale en matière de juridiction volontaire du 6 novembre 1899, ainsi que les règlements d'application y afférents . Strasbourg 1901
- La loi relative à l'application du Code civil en Alsace-Lorraine, avec explications . (Révisé par A. Stieve)
- Le statut juridique des associations religieuses non reconnues en Alsace-Lorraine
- Sur la nature juridique de la procédure d’examen des mandats parlementaires ; une contribution et une réponse
- Loi d'Alsace-Lorraine du 19 juin 1906 sur le certificat d'innocuité et les matériaux

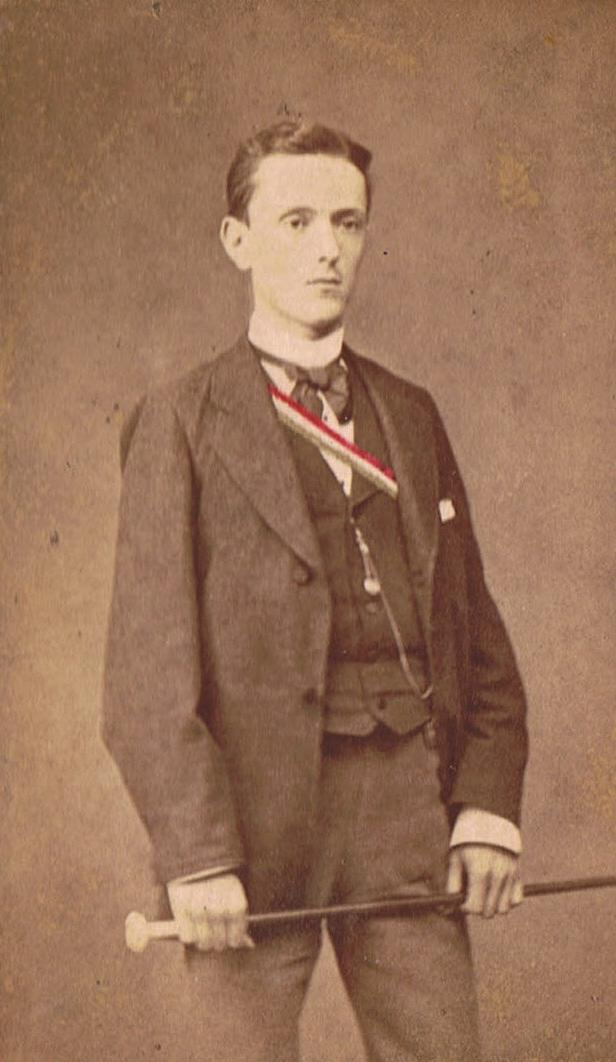
Hugo Molitor dans le rôle de Starkenburger